# Anna Macková
Anna Macková (13. dubna 1887 Studeňany — 4. května 1969 Nová Paka) byla česká výtvarnice.

## Život
Anna Macková se narodila ve Studeňanech u Jičína, kde její rodiče vlastnili statek. V letech 1909–1911 studovala portrét, zátiší a krajinu na pražské soukromé škole Karla Reisnera. Poté se věnovala studiu grafiky u Františka Horkého. V roce 1918 se poprvé setkala se svým budoucím partnerem Josefem Váchalem. Jejich vztah však započal až v roce 1920 a zejména po smrti Váchalovy manželky Marie. V roce 1923 odjela s Josefem Váchalem na tříměsíční pobyt do Jugoslávie, kde ji okouzlilo jadranské pobřeží. Starala se Josefu Váchalovi o domácnost a financovala některé jeho výtvarné činnosti. Byla členem Kruhu výtvarných umělkyň, jehož výstav se zúčastňovala.
Po smrti matky v roce 1937 se spolu s Váchalem přestěhovala na statek rodiny Macků do Studeňan. Oba výtvarníci spolu žili ve Studeňanech až do smrti v roce 1969. Josef Váchal zemřel šest dní po smrti Anny Mackové. Oba jsou pochováni na hřbitově v Radimi.

## Dílo
Navazovala na secesi a umělce kolem Moderní revue. Po počátcích věnovaných olejomalbě se věnovala grafice, zejména dřevořezu a dřevorytu, kde byla ovlivněna Karlem Vikem. Nebyla spřízněna se symbolisty. Ale zejména v rostlinných zátiších a krajinách ze Šumavy a Slovenska (ze společných cest s Josefem Váchalem) se projevila secesní dekorativnost. V její pozdější grafické tvorbě se projevil vliv Josefa Váchala, zejména v technice barevného dřevorytu. Její láska ke knihám dala vzniknout autorským knihám – „Kozlíček" (1922), „Koleda" (1921) a „ Prázdninové putování" (1927). Zážitky ze svého oblíbeného putování po českých krajích zpracovala formou grafických cyklů „Domažlice" (1917), „Z Českého ráje" (1918), „Náchodsko" (1919), „Z českých krajů" (1920), „Korčula" (1923), „České motivy" a „Zvířátka" (oba z roku 1926), „Hřbitovní nápisy v Albrechticích" a „Prášilská papírna" (1931). Nejvýznamnější částí její tvorby se stala ex libris, kterých vytvořila celkem 226.

### Zastoupení ve sbírkách
- Galerie moderního umění v Hradci Králové
- Památník národního písemnictví

### Výstavy
- 1917, Praha, výstava výtvarného odboru Ústředního spolku českých žen
- 1924, 1931, Praha, výstavy Kruhu výtvarných umělkyň[6]
- 1927, Paříž (spoluúčast na výstavě českých malířek)[7]
- 1936, Praha (spolu s dalšími umělkyněmi)[8]
- 1959, Kašperské Hory (spolu s Josefem Váchalem)[9]
- 1987 Anna Macková: Grafika, Rodný dům Václava Šolce (Šolcův statek)
- 1987 Anna Macková: Grafické dílo, Zámek Staré Hrady
- 1987, Kubištova výstavní síň Hradec Králové[10]
- 1995, Nová Paka, Suchardův dům: Anna Macková: Život a dílo 1887 - 1969
- 2006, Galerie moderního umění Hradec Králové: Anna Macková ve sbírkách Galerie moderního umění v Hradci Králové
- 2014, Jičín: Anna Macková – mistryně dřevorytu[1]

## Ohlas v umění
- Anna Macková byla předobrazem společnice Anny Kocourkové ve Váchalově Krvavém románu. Ve stejnojmenné filmové verzi režiséra Jaroslava Brabce z roku 1993 ji hrála Kateřina Frýbová.
- Její tvář se objevuje v okně v obrazu Josefa Váchala Dřevorytcova domácnost.[11]